# HD 157662
Désignations
HD 157662 est une géante lumineuse de la constellation de l'Autel. Elle a un compagnon de magnitude 10,91 à une séparation angulaire de 76,4" le long d'un angle de position de 159°.